# Macrophiothrix rhabdota
Macrophiothrix rhabdota är en ormstjärneart som först beskrevs av Hubert Lyman Clark 1915.  Macrophiothrix rhabdota ingår i släktet Macrophiothrix och familjen Ophiothrichidae. Inga underarter finns listade i Catalogue of Life.